# Kopist
Kopist (franska copiste, av copier, skriva av, en, som gör avskrifter) var en lägre tjänstemannaklass inom administrationen, företrädesvis Kunglig Majestäts kansli. Titeln förekommer redan i Gustav II Adolfs kansliordningar 1620 och 1626. De sista kopisttjänsterna avskaffades vid den omorganisation av kansliet, som ägde rum i början av år 1875. Titeln återinfördes 1910 för kvinnliga skrivbiträden vid Riksarkivet.
Den har senare funnits även vid andra ämbetsverk, och varit likställd med kansliskrivare (det vill säga närmast högre än förste kontorist).
Numera avser det en person som arbetar med att framkalla och kopiera bilder.